# Dieter Hötger

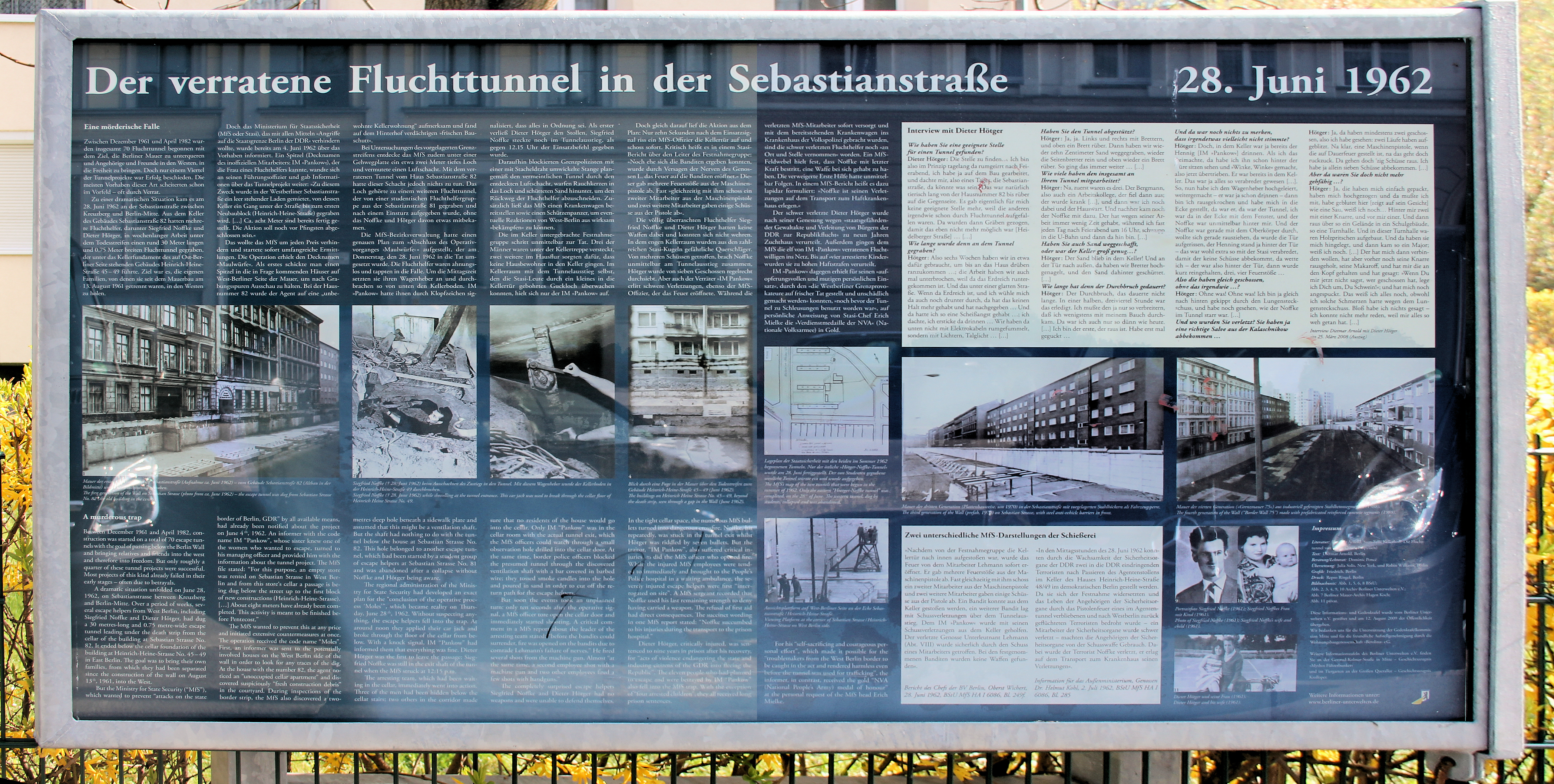
Gedenktafel an der Sebastianstraße 82 mit Auszügen aus einem Interview mit Dieter Hötger vom 25. März 2008

Dieter Hötger (* 20. August 1939) ist ein ehemaliger DDR-Flüchtling und Fluchthelfer.

## Leben
Hötger grub 1962 gemeinsam mit seinem Freund Siegfried Noffke in der Berliner Sebastianstraße einen Fluchttunnel unter der Berliner Mauer, über den er seine Ehefrau aus der DDR holen wollte. Die Fluchtpläne wurden durch einen  Inoffiziellen Mitarbeiter an das Ministerium für Staatssicherheit (MfS) gemeldet, das den Fluchtversuch am 28. Juni 1962 vereitelte. Bei dem Einsatz wurde Noffke getötet, Hötger durch einen Lungenschuss schwer verletzt.
Wegen sogenannter „versuchter Republikflucht“ wurde er zu einer neunjährigen Zuchthausstrafe verurteilt und in das Gefängnis Bautzen II überstellt. Am 28. November 1967 gelang ihm – als einzigem Häftling in der Geschichte des Gefängnisses – der Ausbruch. Nach landesweiter Fahndung wurde er am 6. Dezember 1967 auf einer Straße bei Kleinsaubernitz gefasst und in einem Prozess zu acht weiteren Jahren Zuchthaus verurteilt. Im September 1972 kaufte ihn die Bundesregierung frei. Er arbeitete anschließend in West-Berlin als Bote in einer Baufirma.
Liane Kirchner, die Enkelin der damaligen Ehefrau von Dieter Hötger, für die er den Tunnel grub, hat im September 2024 im Droemer Knaur Verlag den Roman „Sanssouci war nicht mehr frei“ veröffentlicht. Der Roman erzählt die Haft- und Fluchtgeschichte von Dieter Hötger sowie die Erlebnisse seiner inhaftierten Ehefrau und beleuchtet die Auswirkungen auf nachfolgende Generationen.

## Ehrungen
- Bautzen II: Seine damalige Zelle, aus der ihm die Flucht gelang, ist wieder fast im Original-Zustand hergerichtet worden. Sie bekam ein Hinweisschild über seine Geschichte und kann besichtigt werden.
- 2012 Verdienstkreuz am Bande der Bundesrepublik Deutschland